# Діномама
Діномама - південнокорейський анімаційний фільм 2012 року.

## Сюжет
Хлопчик Ерні, його сестра Джулія та друг Макс потрапили у юрський період за допомогою машини часу.
Вони опинилася у гнізді Тиранозавра, яка прийняла їх за своїх дітей. Але друзям потрібно тікати, тому що там є хижаки, які хочуть їх з'їсти. Але як це зробити, якщо найважливіша деталь машини зникла?

## Українське закадрове озвучення
Українською мовою озвучено студії 1+1 у 2013 році
Ролі озвучували: Лідія Муращенко, Юлія Перенчук, Ольга Радчук, Ніна Касторф, Євген Пашин, Дмитро Завадський, Анатолій Зіновенко, Андрій Мостренко, Юрій Коваленко, Андрій Федінчик, Андрій Твердак, Михайло Жонін, Людмила Ардельян, Дарина Муращенко, Олена Узлюк, Михайло Тишин, Ірина Дорошенко та Максим Кондратюк